# Coppa Bernocchi 1937
La Coppa Bernocchi 1937, diciannovesima edizione della corsa, si svolse il 19 settembre 1937 su un percorso di 191 km con partenza e arrivo a Legnano. Riservata a professionisti e indipendenti, fu vinta dall'italiano Francesco Albani, che terminò la gara in 5h23'00", alla media di 35,480 km/h, precedendo in volata i connazionali Fausto Montesi e Pietro Rimoldi (primo dei prof.). Completarono la prova 24 dei 44 ciclisti al via.

## Percorso
Alla consueta partenza da Legnano, sede della società organizzatrice, l'Unione Sportiva Legnanese, seguirono una trentina di chilometri pianeggianti, la salita di Gattico con seguente discesa su Arona, e un secondo tratto pianeggiante che, via Sesto Calende, Angera, Besozzo (km 85), portò i ciclisti a Gavirate. Qui iniziò la salita verso Brinzio via Masnago, superata la quale si giunse, via Rancio, a Grantola per risalire a Ghirla e quindi a Ganna; da qui, dopo la discesa via Induno Olona e Bisuschio, si affrontò lo strappo di Viggiù. Nuova discesa su Varese, alcuni saliscendi e rientro a Legnano dopo 191 km di corsa.

## Ordine d'arrivo (Top 10)
| Pos. | Corridore         | Squadra       | Tempo    |
| ---- | ----------------- | ------------- | -------- |
| 1    | Francesco Albani  | U.S. Parmense | 5h23'00" |
| 2    | Fausto Montesi    | A.S. Jesi     | s.t.     |
| 3    | Pietro Rimoldi    | Ganna         | s.t.     |
| 4    | Glauco Servadei   | Ganna         | s.t.     |
| 5    | Cino Cinelli      | A.S. Roma     | s.t.     |
| 6    | Attilio Masarati  | -             | s.t.     |
| 7    | Salvatore Crippa  | Ped. Monzese  | s.t.     |
| 8    | Bernardo Rogora   | Gloria        | s.t.     |
| 9    | Giovanni Gotti    | U.C. Bergam.  | s.t.     |
| 10   | Severino Canavesi | Ganna         | s.t.     |